# Platon Cikoridze
Platon Lukas dze Cikoridze (gruz. პლატონ ლუკას ძე წიქორიძე, ur. 10 maja 1918 we wsi Intabueti obecnie w rejonie Czochatauri, zm. 23 grudnia 1994 w Tbilisi) – radziecki wojskowy, pułkownik, Bohater Związku Radzieckiego (1943).

## Życiorys
Urodził się w gruzińskiej rodzinie chłopskiej. Skończył 10 klas, od 1937 służył w Armii Czerwonej, w 1939 ukończył mińską wojskową szkołę piechoty. Od 1940 należał do WKP(b), od października 1943 uczestniczył w wojnie z Niemcami. Był dowódcą kompanii 1339 pułku piechoty 318 Dywizji Piechoty 18 Armii Frontu Północno-Kaukaskiego w stopniu porucznika. W nocy na 1 listopada 1943 brał udział w operacji kerczeńsko-eltigeńskiej, podczas której wraz z kompanią odpierał kontrataki wroga przez sześć dni, umożliwiając utrzymanie zdobytego terytorium k. miejscowości Eltigen (obecnie Gierojewskoje będące częścią Kerczu). Po wojnie kontynuował służbę w armii, w 1948 ukończył Akademię Wojskową im. Frunzego, w 1967 został zwolniony do rezerwy w stopniu pułkownika.

## Odznaczenia
- Złota Gwiazda Bohatera Związku Radzieckiego (17 listopada 1943)
- Order Lenina
- Order Wojny Ojczyźnianej I klasy
- Order Wojny Ojczyźnianej II klasy
- Order Czerwonej Gwiazdy

I medale.